# Кукурузное
Кукуру́зное (до 1962 года Трудолю́бовка, до 1948 года Тайма́з; укр. Кукурудзяне, крымскотат. Taymaz, Таймаз) — село в Нижнегорском районе Республики Крым, входит в состав Садового сельского поселения (согласно административно-территориальному делению Украины — Садового сельского совета Автономной Республики Крым).

## Население
| 2001 | 2014 |
| ---- | ---- |
| 234  | ↘66  |

Всеукраинская перепись 2001 года показала следующее распределение по носителям языка
| Язык             | Процент |
| ---------------- | ------- |
| крымскотатарский | 35.47   |
| русский          | 33.76   |
| украинский       | 21.37   |
| другие           | 0.43    |

### Динамика численности
| - 1805 год — 225 чел. - 1864 год — 74 чел. - 1889 год — 280 чел. - 1892 год — 144 чел. - 1900 год — 118 чел. - 1915 год — 38/12 чел. | - 1926 год — 68 чел. - 1939 год — 139 чел. - 1989 год — 176 чел. - 2001 год — 68 чел. - 2009 год — 163 чел. - 2014 год — 66 чел. |

## Современное состояние
На 2017 год в Кукурузном числится 5 улиц; на 2009 год, по данным сельсовета, село занимало площадь 77 гектаров на которой, в 60 дворах, проживало 163 человека. В селе действует фельдшерско-акушерский пункт

## География
Кукурузное — село на юго-западе района, в степном Крыму, у границы с Красногвардейским районом, высота центра села над уровнем моря — 43 м. Соседние сёла: Ломоносово в 3,5 км на северо-восток, Ивановка и Заречье — в 5,5 км на восток. Расстояние до райцентра — около 15 километров (по шоссе) на север, там же ближайшая железнодорожная станция — Нижнегорская (на линии Джанкой — Феодосия). Транспортное сообщение осуществляется по региональным автодорогам 35Н-362 Кукурузное — Ивановка и
35Н-363 Кукурузное — Садовое (по украинской классификации — С-0-10906 и С-0-10907).

## История
Первое документальное упоминание села встречается в Камеральном Описании Крыма… 1784 года, судя по которому, в последний период Крымского ханства Таймас входил в Карасубазарский кадылык Карасъбазарскаго каймаканства. После присоединения Крыма к России (8) 19 апреля 1783 года, (8) 19 февраля 1784 года, именным указом Екатерины II сенату, на территории бывшего Крымского Ханства была образована Таврическая область и деревня была приписана к Симферопольскому уезду. После Павловских реформ, с 1796 по 1802 год, входила в Акмечетский уезд Новороссийской губернии. По новому административному делению, после создания 8 (20) октября 1802 года Таврической губернии, Таймаз был включён в состав Табулдынской волости Симферопольского уезда.
По Ведомость о всех селениях в Симферопольском уезде состоящих с показанием в которой волости сколько числом дворов и душ… от 9 октября 1805 года, в деревне Таймас числилось 36 дворов и 225 жителей, исключительно крымских татар. На военно-топографической карте генерал-майора Мухина 1817 года деревня Тоймас обозначена с 50 дворами. После реформы волостного деления 1829 года Таймас, согласно «Ведомости о казённых волостях Таврической губернии 1829 г», отнесли к Айтуганской волости (переименованной из Табулдынской). На карте 1836 года в деревне 34 двора, как и на карте 1842 года.
В 1860-х годах, после земской реформы Александра II, деревню приписали к Зуйской волости. Согласно «Списку населённых мест Таврической губернии по сведениям 1864 года», составленному по результатам VIII ревизии 1864 года, Таймаз — владельческая татарская деревня с 18 дворами, 74 жителями и 2 мечетями при колодцах. По обследованиям профессора А. Н. Козловского начала 1860-х годов, в селении имелись колодцы глубиной 6 саженей, все с солёной водой. На трёхверстовой карте Шуберта 1865—1876 года деревня Таймас обозначена с 18 дворами. По «Памятной книге Таврической губернии 1889 года», по результатам Х ревизии 1887 года, в деревне числилось 51 двор и 280 жителей.
После земской реформы 1890-х годов деревню приписали к Табулдинской волости. Согласно «…Памятной книжке Таврической губернии на 1892 год», в деревне Таймаз, входившей в Айтуганское сельское общество, числилось 144 жителя в 22 домохозяйствах. По «…Памятной книжке Таврической губернии на 1900 год» в деревне числилось 118 жителей в 20 дворах. По Статистическому справочнику Таврической губернии. Ч.II-я. Статистический очерк, выпуск шестой Симферопольский уезд, 1915 год, в деревне Таймаз и одноимённой экономии Карашайского Мугмет Гирей Мурзы Табулдинской волости Симферопольского уезда числилось 7 дворов с татарским населением в количестве 38 человек приписных жителей и 12 — «посторонних», из которых 32 мужчины и 18 женщин. Жители владели. В экономии имелось 460 десятинами удобной земли, 40 лошадей, 20 коров и 500 голов мелкого скота.
После установления в Крыму Советской власти, по постановлению Крымревкома № 206 «Об изменении административных границ» от 8 января 1921 года была упразднена волостная система и село вошло в состав Ичкинского района Феодосийского уезда, а в 1922 году уезды получили название округов. 11 октября 1923 года, согласно постановлению ВЦИК, в административное деление Крымской АССР были внесены изменения, в результате которых округа были отменены, Ичкинский район упразднили, включив в состав Феодосийского в состав которого включили и село. Согласно Списку населённых пунктов Крымской АССР по Всесоюзной переписи 17 декабря 1926 года, в селе Таймаз (вакуф), Новосельевского сельсовета Феодосийского района, числилось 16 дворов, все крестьянские, население составляло 68 человек, из них 40 русских и 28 татар. Постановлением ВЦИК «О реорганизации сети районов Крымской АССР» от 30 октября 1930 года был создан Сейтлерский район (по другим сведениям 15 сентября 1931 года) и село передали в его состав. По данным всесоюзной переписи населения 1939 года в селе проживало 139 человек.
В 1944 году, после освобождения Крыма от фашистов, согласно Постановлению ГКО № 5859 от 11 мая 1944 года, 18 мая крымские татары из Таймаза были депортированы в Среднюю Азию. 12 августа 1944 года было принято постановление № ГОКО-6372с «О переселении колхозников в районы Крыма» и в сентябре 1944 года в район приехали первые новосёлы (320 семей) из Тамбовской области, а в начале 1950-х годов последовала вторая волна переселенцев из различных областей Украины. Указом Президиума Верховного Совета РСФСР от 21 августа 1945 года Таймаз был переименован в Трудолюбовку и Таймазский сельсовет — в Трудолюбовский. С 25 июня 1946 года Трудолюбовка в составе Крымской области РСФСР, а 26 апреля 1954 года Крымская область была передана из состава РСФСР в состав УССР. Время упразднения сельсовета и включения в Садовый пока не установлено: на 15 июня 1960 года село уже числилось в его составе. К 1968 году Трудолюбовку переименовали в Кукурузное (согласно справочнику «Крымская область. Административно-территориальное деление на 1 января 1968 года» — в период с 1954 по 1968 год). По данным переписи 1989 года в селе проживало 176 человек. С 12 февраля 1991 года село в восстановленной Крымской АССР, 26 февраля 1992 года переименованной в Автономную Республику Крым. С 21 марта 2014 года в составе Крыма аннексировано Россией.